# Vida incompleta. Ligeros apuntes sobre mujeres en la vida real
Vida incompleta. Ligeros apuntes sobre mujeres de la vida real, es una breve novela autobiográfica de la escritora mexicana Elena Arizmendi Mejía, publicada en el año 1927. La primera edición, distribuida en Nueva York, fue publicada por M. Danon y Cía. En México fue editada por el Consejo Nacional para la Cultura y las Artes en 2012.

## Trama
Los apuntes autobiográficos de Elena Arizmendi en Vida incompleta, se centra en los aspectos personales de su vida, y no hace referencia a su participación en la Revolución Mexicana como fundadora de La Cruz Blanca Neutral; en cambio, sí aborda aspectos de su matrimonio con Robert Duersch, algunos detalles de su vida amorosa con José Vasconcelos y reflexiones sobre su capacidad de concebir.